# Luz Kerz
Luz Kerz (Buenos Aires, Argentina; 29 de diciembre de 1946-Ibídem; 17 de mayo de 2019) fue una actriz argentina de teatro y televisión.

## Carrera
Comenzó a estudiar danza a los 4 años, y a los 8 años su papá dijo: 'Una hija mía no va a estar nunca en un escenario", y eso le dio la motivación necesaria para hacer lo que ella quería: oponerse a su padre.
Kerz tuvo una larga incursión en el teatro argentino. Su extensa trayectoria en la comedia musical incluye inolvidables títulos como Hair, Chicago, Jesucristo Superstar, La mujer del año, Sor-presas, Nueve (Nine), Aplausos, Noche de Reyes y Cabaret. Trabajó en las obras La vuelta manzana, Gasalla 77, La pulga en la oreja, El graduado, Pobre Tato, Polenta con pajaritos, El pasajero, Debajo del tapado nada, Viejas fotos, Polenta con pajaritos, Noche de reyes y el unipersonal Querida Claire.Participó en las obras más taquilleras de la calle Corrientes desde la década del '70, trabajando con grandes estrellas del momento como Nélida Lobato, Susana Giménez, Arturo Puig, Carlos Calvo,  Darío Vittori, Juan Carlos Calabró, China Zorrilla, Soledad Silveyra, Beatriz Bonnet, Nelly Beltrán, Juan Darthés, Sandra Ballesteros, Claudia Lapacó, Paola Krum y Nacha Guevara.
Notable actriz de reparto también participó en televisión  en ciclos como Un cortado, historias de café, Casi ángeles, Alma pirata, Amigos son los amigos, Amas de casa desesperadas, Montaña rusa y Gasoleros, entre varias decenas de títulos.
En cine, filmó El juguete rabioso junto a Thelma Biral y Lito Cruz, La segunda muerte con Agustina Lecouna y dirección de Santiago Fernández Calvete, y el corto Plan canje.
Como docente, se desempeñó en el Centro Cultural San Martín, La Sodería, Proscenio, Teleactuar de Germán Krauss, Entrenarte y en la Escuela de Cine de Eliseo Subiela, entre otros espacios educativos.

## Galardones
Ganó el premio ACE 1998 a la mejor actriz protagónica de comedia musical por Nine y el Premio Estrella de Mar a la mejor actriz de reparto por La Mujer del Año junto a Susana Giménez.

## Fallecimiento
Hacía algo más de dos meses antes de su muerte, había sido internada de urgencia por una peritonitis que se complicó y la mantuvo en terapia intensiva bastante tiempo por un accidente cerebrovascular. Luego, tuvo serias complicaciones respiratorias y en las últimas semanas se estaba recuperando en una clínica de rehabilitación en Pilar, hasta su muerte, ocurrida en las primeras horas del 17 de mayo de 2019. Sus restos fueron cremados en el panteón de la Asociación Argentina de Actores del cementerio de La Chacarita.

## Filmografía
- 2011: La segunda muerte.
- 1998: El juguete rabioso.

## Televisión
- 2015: Según Roxi.
- 2014/2015: La misión.
- 2011: Decisiones de vida.
- 2009/2010: Botineras.
- 2007: Casi ángeles
- 2006: Un cortado, historias de café.
- 2006: Amas de casa desesperadas.
- 2006: Alma pirata.
- 2005: Amor mío.
- 2005: Hombres de honor.
- 2000: Los médicos de hoy.
- 1998/1999: Gasoleros.
- 1998: Verano del 98.
- 1996: Montaña rusa, otra vuelta.
- 1996: La nena.
- 1994/1995: Montaña rusa.
- 1995: Mujercitas
- 1995: Con el alma de tango.
- 1994: Un hermano es un hermano.
- 1993: Con pecado concebidas.
- 1992: Mi cuñado.
- 1990/1993: Amigos son los amigos.
- 1991/1992: Regalo del cielo.
- 1990: Atreverse.
- 1990: Dalo por hecho.
- 1988: Pasiones.
- 1987: Valeria.
- 1986: El lobo
- 1985: Entre el cielo y la tierra
- 1983/1984: Compromiso.
- 1983: Alta comedia.
- 1981/1983: Aprendijuegos.
- 1980: María, María y María.